# Estreito de Câmara de Lobos
Estreito de Câmara de Lobos ist eine portugiesische Gemeinde (Freguesia) im Kreis Câmara de Lobos. In ihr leben 9348 Einwohner (Stand 19. April 2021).

## Sehenswürdigkeiten

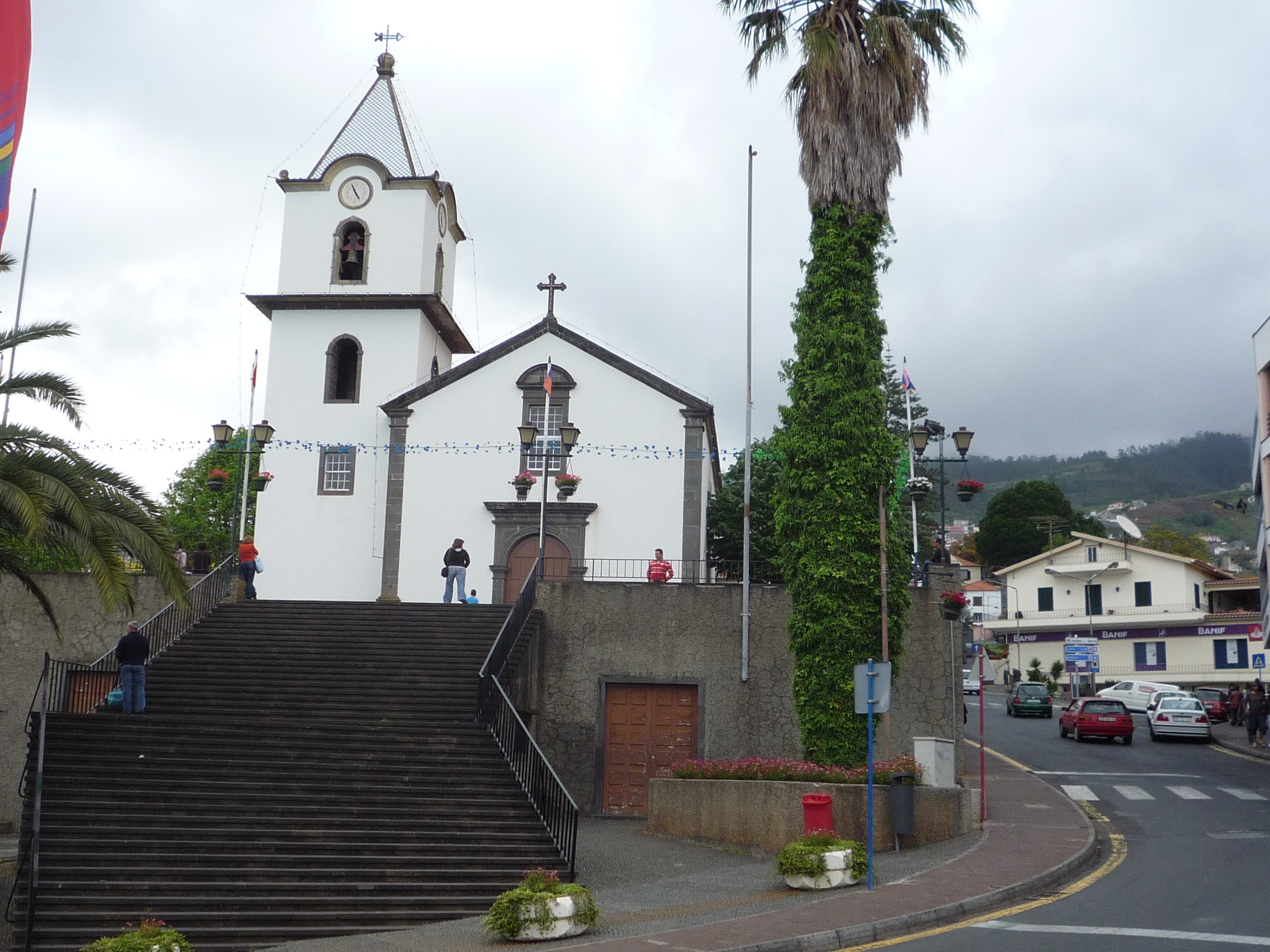
Igreja de Nossa Senhora da Graça

## Söhne und Töchter
- Armando Eduardo Pinto Correia (1897–1943), Militär, Kolonialverwalter, Autor und Journalist